# Punitovci
Punitovci – wieś w Chorwacji, w żupanii osijecko-barańskiej, w gminie Punitovci. W 2011 roku liczyła 635 mieszkańców.